# Geu-hu
Geu-hu é um filme de drama sul-coreano de 2017 dirigido e escrito por Hong Sang-soo. Protagonizado por Kim Min-hee, estreou no Festival de Cannes 2017, no qual competiu para a Palm d'Or.

## Elenco
- Kim Min-hee
- Kwon Hae-hyo
- Kim Sae-byeok